# Сімона Матей
Сімона Матей (нар. 7 липня 1985) — колишня румунська тенісистка.
Найвищу одиночну позицію світового рейтингу — 145 місце досягла 2 жовтня 2006, парну — 246 місце — 2 жовтня 2006 року.
Здобула 9 одиночних та 7 парних титулів туру ITF.
Завершила кар'єру 2010 року.

## Фінали ITF
| Турніри $100,000 |
| Турніри $75,000  |
| Турніри $50,000  |
| Турніри $25,000  |
| Турніри $10,000  |

### Одиночний розряд: 15 (9–6)
| Результат | Ранг | Дата     | Турнір                        | Покриття | Суперниця          | Рахунок            |
| --------- | ---- | -------- | ----------------------------- | -------- | ------------------ | ------------------ |
| Поразка   | 1.   | Чер 2003 | ITF Орестіас, Греція          | Тверде   | Цветана Піронкова  | 1–6, 4–6           |
| Перемога  | 2.   | Лип 2003 | ITF Монтероні-д'Арбія, Італія | Ґрунт    | Зузана Земенова    | 6–0, 7–5           |
| Поразка   | 3.   | Тра 2004 | ITF Бухарест, Румунія         | Ґрунт    | Моніка Нікулеску   | 2–6, 2–6           |
| Перемога  | 4.   | Тра 2004 | ITF Орадя, Румунія            | Ґрунт    | Petra Novotníková  | 6–3, 6–4           |
| Перемога  | 5.   | Лип 2004 | ITF Балш, Румунія             | Ґрунт    | Кетеліна Крістя    | 6–1, 6–2           |
| Поразка   | 6.   | Сер 2004 | ITF Târgu Mureş, Румунія      | Ґрунт    | Катерина Макарова  | 1–6, 1–6           |
| Перемога  | 7.   | Сер 2004 | ITF Timișoara, Румунія        | Ґрунт    | Євгенія Савранська | 6–3, 6–3           |
| Перемога  | 8.   | Сер 2005 | ITF Бухарест, Румунія         | Ґрунт    | Дьяна Енаке        | 6–3, 6–0           |
| Поразка   | 9.   | Тра 2006 | ITF Bucharest                 | Ґрунт    | Сорана Кирстя      | 2–6, 6–2, 5–7      |
| Перемога  | 10.  | Лип 2006 | ITF Бостад, Швеція            | Ґрунт    | Сандра Заглавова   | 6–4, 4–6, 7–6(7–0) |
| Поразка   | 11.  | Вер 2006 | ITF Софія, Болгарія           | Ґрунт    | Андреа Петкович    | 5–7, 5–7           |
| Перемога  | 12.  | Вер 2006 | ITF Лечче, Італія             | Ґрунт    | Джулія Габба       | 6–3, 4–6, 6–3      |
| Поразка   | 13.  | Чер 2009 | ITF Bucharest                 | Ґрунт    | Елена Богдан       | 4–6, 3–6           |
| Перемога  | 14.  | Вер 2009 | ITF Русе, Болгарія            | Ґрунт    | Мартина Гледачева  | 6–2, 6–3           |
| Перемога  | 15.  | Жов 2009 | ITF Добрич, Болгарія          | Ґрунт    | Дія Евтімова       | 6–2, 6–3           |

### Парний розряд: 15 (7–8)
| Результат | Ранг | Дата     | Турнір                   | Покриття   | Партнерка            | Суперниці                              | Рахунок            |
| --------- | ---- | -------- | ------------------------ | ---------- | -------------------- | -------------------------------------- | ------------------ |
| Поразка   | 1.   | Сер 2004 | ITF Târgu Mureş, Румунія | Ґрунт      | Барбара Поца         | Габріела Нікулеску Моніка Нікулеску    | 5–7, 1–6           |
| Поразка   | 2.   | Сер 2005 | ITF Бухарест, Румунія    | Ґрунт      | Ліана Унгур          | Corina Corduneanu Агнеш Сатмарі        | w/o                |
| Перемога  | 3.   | Жов 2005 | ITF Порту, Португалія    | Ґрунт      | Ліна Станчюте        | Kelly De Beer Ева Пера                 | 2–6, 6–4, 6–4      |
| Перемога  | 4.   | Січ 2006 | ITF Гренобль, Франція    | Тверде (i) | Пемра Озген          | Флоранс Аренг Віржині Піше             | 6–3, 7–4           |
| Перемога  | 5.   | Бер 2006 | ITF Parioli, Італія      | Ґрунт      | Магдалена Кіщиньська | Стефанія К'єппа Валентіна Сульпіціо    | 6–3, 6–2           |
| Поразка   | 6.   | Тра 2006 | ITF Bucharest            | Ґрунт      | Ралука Олару         | Сорана Кирстя Габріела Нікулеску       | 4–6, 6–0, 6–7(3–7) |
| Перемога  | 7.   | Кві 2008 | ITF Анталія, Туреччина   | Ґрунт      | Валентіна Сульпіціо  | Євгенія Пашкова Августа Цибишева       | 6–2, 5–7, [10–4]   |
| Поразка   | 8.   | Чер 2008 | ITF Piteşti, Румунія     | Ґрунт      | Валентіна Сульпіціо  | Лаура-Йоана Андрей Міхаела Бузернеску  | 5–7, 6–3, [2–10]   |
| Поразка   | 9.   | Гру 2008 | ITF Бенікарло, Іспанія   | Ґрунт      | Cristina Mitu        | Неда Козич Биляна Павлова-Димитрова    | 4–6, 6–7(3–7)      |
| Поразка   | 10.  | Тра 2009 | ITF Крайова, Румунія     | Ґрунт      | Наташа Зорич         | Tanya Germanlieva Дессислава Младенова | 6–4, 1–6, [7–10]   |
| Поразка   | 11.  | Чер 2009 | ITF Bucharest            | Ґрунт      | Cristina Mitu        | Лаура-Йоана Андрей Йоана Гаспар        | 3–6, 6–7(3–7)      |
| Перемога  | 12.  | Лип 2009 | ITF Bucharest            | Ґрунт      | Йоана Гаспар         | Йонела-Андрея Йова Cristina Mitu       | 7–6(8–6), 6–1      |
| Перемога  | 13.  | Вер 2009 | ITF Русе, Болгарія       | Ґрунт      | Ioana Ivan           | Малу Ейдесгаард Дія Евтімова           | 6–1, 6–4           |
| Перемога  | 14.  | Жов 2009 | ITF Добрич, Болгарія     | Ґрунт      | Diana Marcu          | Гюля Есен Лютфіє Есен                  | 7–5, 4–6, [10–5]   |
| Поразка   | 15.  | Бер 2010 | ITF Анталія              | Ґрунт      | Diana Marcu          | Міхаела Похабова Романа Табак          | 1–6, 1–6           |